# لیانا هایراپتیان
لیانا هایراپتیان (انگلیسی: Liana Hayrapetyan؛ زادهٔ ۱۴ ژوئیهٔ ۱۹۷۵) بازیکن فوتبال بازنشتسه در پست مدافع و مربی فوتبال کنونی اهل ارمنستان است.

## باشگاهی
از باشگاه‌هایی که در آن بازی کرده‌است می‌توان به کیلیکیا، دنیپرو، زاپوروژیه اشاره کرد.

## تیم ملی
وی همچنین در تیم ملی فوتبال زنان ارمنستان بازی کرده‌است.

## افتخارات به عنوان بازیکن
- ۱۹۸۷ – مسابقات قهرمانی غیررسمی فوتبال اتحاد جماهیر شوروی
- ۱۹۹۰ – “Leather Ball”. دنیپرو
- ۱۹۹۱ – “Leather Ball”. زاپوروژیه، مینسک
- ۱۹۹۲ – مسابقات دوستانه جمهوری ارمنستان
- ۱۹۹۲ – اولین دوره قهرمانی جمهوری ارمنستان. «باشگاه کیلیکیا». مقام اول
- ۱۹۹۲ – مسابقات قهرمانی بین‌المللی. اتریش
- ۱۹۹۹ – دومین دوره قهرمانی جمهوری ارمنستان. مقام اول
- ۲۰۰۰ – مسابقات فوتسال مسکو
- ۲۰۰۱ – مسابقات فوتسال پولتاوا
- ۲۰۰۱ – لیگ قهرمانی باشگاه دانشگاهی آلمان
- ۲۰۰۳ – دور مقدماتی جام جهانی فوتبال زنان در ترکیب تیم ملی فوتبال زنان ارمنستان